# 1996年アトランタオリンピックのイラン選手団
1996年アトランタオリンピックのイラン選手団（1996ねんアトランタオリンピックのイランせんしゅだん）は、1996年7月19日から8月4日にかけてアメリカ合衆国のジョージア州アトランタで開催された1996年アトランタオリンピックのイラン選手団、およびその競技結果。

## 概要
射撃のリダ・ファリマンがイラン革命以来初の女子選手として参加。
今大会は金メダル1個、銀メダル1個、銅メダル1個の合計3個のメダルを獲得した。

## メダル
| メダル | 選手名           | 競技       | 種目                      |
| ------ | ---------------- | ---------- | ------------------------- |
| 金     | ラスール・ハデム | レスリング | 男子フリースタイル90kg級  |
| 銀     | アバス・ヤジジ   | レスリング | 男子フリースタイル100kg級 |
| 銅     | アミレザ・ハデム | レスリング | 男子フリースタイル82kg級  |